# Куликовка (Ульяновська область)
Куликовка (рос. Куликовка) — присілок в Мелекеському районі Ульяновської області Російської Федерації.
Населення становить 158 осіб. Входить до складу муніципального утворення Леб'яжинське сільське поселення.

## Історія
Від 2004 року входить до складу муніципального утворення Леб'яжинське сільське поселення.

## Населення
| 2010 |
| ---- |
| 158  |